# 黄杨镇
黄杨镇，是中华人民共和国贵州省遵义市绥阳县下辖的一个乡镇级行政单位。

## 行政区划
黄杨镇下辖以下地区：
群裕社区、洗马池村、金子村、联庄村、清溪村、茶树村和天平村。